# Bunjevci (grupo étnico)
Los bunjevci (pronunciación en croata: /bǔɲeːʋtsi, bǔː-/, singular: bunjevac; /búñevtsi/ y /búñevats/ respectivamente), son un grupo étnico eslavo del sur que vive principalmente en la región de Bačka de Serbia (provincia autónoma de Voivodina) y el sur de Hungría (condado de Bács-Kiskun, particularmente en la región de Baja). 
Presumiblemente se originaron en el oeste de Herzegovina, de donde emigraron a Dalmacia, y de allí a Lika y Bačka en el siglo XVII. Los bunjevci que permanecieron en Bosnia y Herzegovina, así como los que se encuentran hoy en la Croacia moderna, mantienen esa designación principalmente como una identidad regional y se declaran croatas étnicos. Los que emigraron a Hungría fueron asimilados en gran parte y asumieron la designación húngara o croata. Los bunjevci son principalmente católicos y hablan el dialecto bunjevac del serbocroata con pronunciación ikaviana con ciertas características arcaicas. Durante los siglos XVIII y XIX, formaron una parte considerable de la población del norte de Bačka, pero muchos de ellos fueron asimilados gradualmente a grupos étnicos más grandes de la región.

## Etnología
Los bunjevci son un grupo étnico eslavo del sur, católico de religión y shtokaviano-ikaviano occidental por dialecto, de los cuales la mayoría de los que todavía se declaran bunjevci viven en la región de Bačka en Serbia y el condado de Bács-Kiskun en Hungría. 

### Etnónimo
Su endónimo, utilizado en serbocroata, es bunjevci (pronunciación en serbocroata: [bǔɲeʋtsi]). En húngaro se les llama bunyevácok, mientras que en alemán es Bunjewatzen. Según Petar Skok, también se llamaban a sí mismos en Bačka como oò * kac (šokac), mientras que los húngaros de Szeged también los llamaban Dalmát (dálmatas; Dalmatini), que también usaban para sí mismos en Hungría. Además, el término designaba a la población católica (croata) desde Livanjsko Polje hasta Montenegro, desde el punto de vista de la población ortodoxa serbia vecina,  mientras que en Peroj en Istria era un nombre peyorativo para los croatas, así como pobunjevčit que significaba peyorativamente "convertirse en Católico". A mediados del siglo XX, en el área de Novi Vinodolski, conocida como Krmpote, los bunjevci de Primorje (litorales o costeros) eran una población rural económicamente menos poderosa y, por lo tanto, tenían una atribución de "alteridad" con connotaciones negativas por parte de los ciudadanos urbanos. En comparación con Sveti Juraj, eran más ricos y se negaban a llamarse a sí mismos bunjevci debido a una connotación tan amplia, usando más bien planinari ("montañeses"). El apelativo seljari tenía una connotación negativa y de burla hacia los bunjevci. En el territorio entre Krmpote y Sveta Marija Magdalena en Dalmacia septentrional también existían identidades regionales en múltiples capas como primorci y podgorci, o el krmpoćani local, mientras que el término subeténico bunjevci pierde identidad en el límite con el Podgorje del Velebit.
Se argumenta que la primera mención del etnónimo fue entre 1550 y 1561 cuando en una carta se registra a cierto Martin Bunavacz en Baranja. La primera mención en Bačka es de 1622 cuando se registró parochia detta Bunieuzi nell 'arcivescovato Colociense. Una de las primeras menciones del etnónimo es por el obispo de Senj, Martin Brajković, en 1702, que en una descripción de tradiciones populares registraba la existencia de cinco identidades étnicas que constituían la población de Lika y Krbava, siendo una de ellas los válacos católicos también conocidos como bunjevci(Valachi Bunyevacz). En el censo de 1712-1714 de Lika y Krbava se registró solo un Bunieuacz (Vid Modrić), sin embargo, el gobierno militar usualmente usó el término alternativo Valachi Catolici, mientras que Luigi Ferdinando Marsigli los llamó Meerkroaten (croatas del litoral). Alberto Fortis en Viaggio in Dalmazia (1774) que describe el Velebit (Montagne della Morlacca) registró que la población era diferente de la anterior y se llamaban a sí mismos bunjevci porque provenían del área del Buna en Bosnia y Herzegovina. El escrito de 1828 del coronel Ivan Murgić probablemente tuvo el último testimonio original de los bunjevci de Lika-Primorje sobre su identidad tradicional, en el que decían "Somos hermanos trabajadores bunjevci", mientras que en cuanto a la confesión (católica) es "soy un verdadero bunjevac". Un testimonio más reciente de 1980 de Baja, Hungría, consideraba que procedían de Albania.
Se desconoce la derivación etimológica de su etnónimo. Existen varias teorías sobre el origen de su nombre. El más común es que el nombre deriva del río Buna en el centro de Herzegovina, su supuesta patria ancestral antes de sus migraciones. Sin embargo, aunque se conserva en el litoral y sobre todo en la tradición oral popular del Podunavlje, los lingüistas generalmente descartaron tal derivación. Otra teoría es que el nombre proviene del término bunja, una casa de piedra tradicional en Dalmacia similar a las kažun en Istria, por lo que bunjevci significaría "personas que viven en este tipo de casas",, o del nombre personal Bunj derivado de Bunislav o Bonifacije, o del nombre personal rumano Bun de Bonus del cual deriva el topónimo Bunić cerca de Gospić, y el apodo peyorativo Obonjavci que se registra desde 1199 en Zadar probablemente significando soldados sin orden ni disciplina.

### Teorías sobre su origen

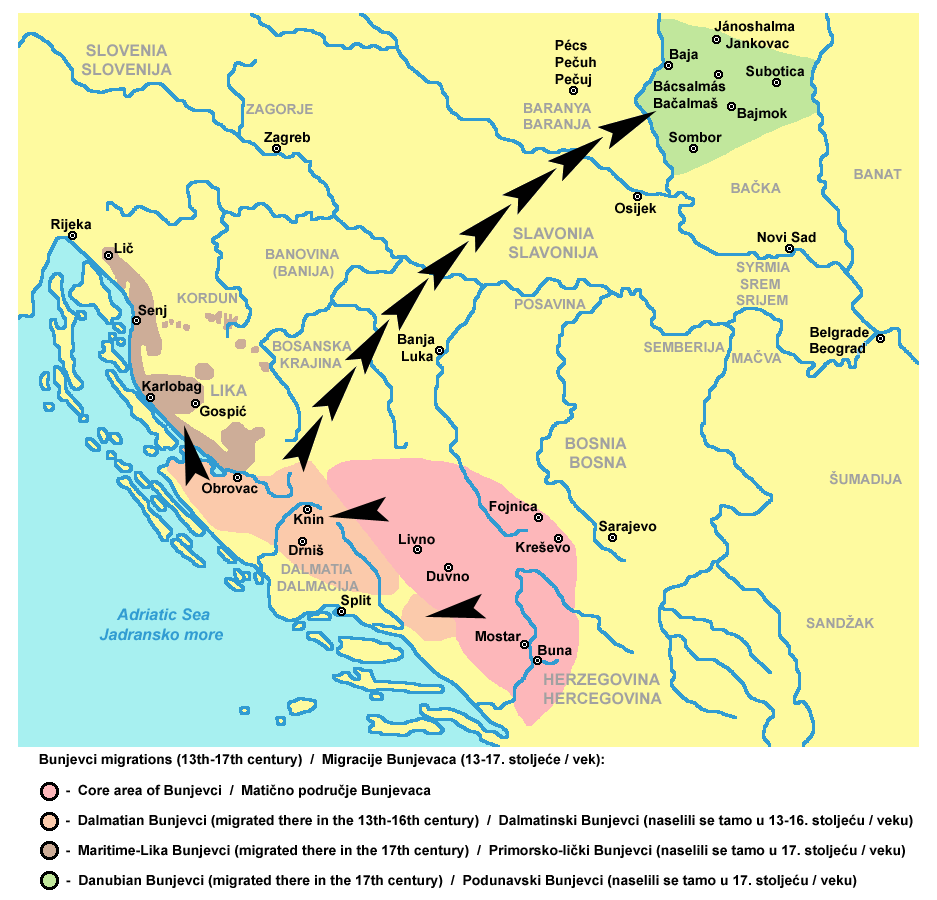
Mapa de la supuesta migración de los bunjevci.

La opinión más común es que la comunidad huyó del oeste de Herzegovina y Dalmacia a Voivodina durante la invasión otomana del siglo XVII, dirigida por frailes franciscanos, y fue aceptada en la Frontera Militar. La Iglesia católica en Subotica celebra 1686 como el aniversario de la migración de los bunjevci, cuando tuvo lugar la migración de individuos más grande. Según los estudios historiográficos modernos basados en la investigación de archivos, aún no existe un consenso sobre su tierra natal, pues únicamente elementos etnológicos individuales indican regiones específicas. Se considera que es el suroeste de Bosnia, Herzegovina y Dalmacia, desde donde en el siglo XVII emigraron a Bačka y el norte de Dalmacia, así como a Lika, Primorje y Gorski Kotar. Esto, así como la situación política dividió a la comunidad en cuatro grupos, hercegovino occidental (otomano), dálmata (veneciano), Lika-Primorje (Habsburgo) y Podunavlje (húngaro), aunque los etnólogos a menudo consideran a los dos primeros como un solo grupo (dálmata amplio) del cual divergieron los demás. Sin embargo, se considera que algunos grupos ya existían desde 1520 en el Triplex Confinium (el límite entre los imperios veneciano, otomano y de los Habsburgo), pero no fueron mencionados directamente en documentos históricos. En su lugar se usaron términos alternativos debido a las características socio-regionales, o razones étnico-lingüístico-culturales como uscocos, morlacos, Morlachi Catolichi, Valachi Catolichi, catholische Walahen, Rasciani Catolichi y Katolische Ratzen (el término tenía un significado transconfesional), Iliri, Horvati, Meerkroaten o Likaner. En el territorio de la frontera militar croata se produjeron complejas integraciones étnodemográficas, siendo Ledenice uno de los primeros ejemplos de integración croato-valaco-bunjevac cuando un sacerdote anónimo de Senj en 1696 los llama nostris Croatis, mientras que el capitán Coronini en 1697 como Croati venturinni. Al mismo tiempo (1693), los jefes de los Zdunići en Ledenice enfatizaban su ascendencia bunjevci (Krmpote).
Según los estudios etnológicos modernos y más recientes, así como la estructura de la antroponimia, los Bunjevci tienen elementos sustanciales de origen no eslavo (válaco, albanés) y se originan de la simbiosis étnica válaco-croata del grupo lingüístico ikavian chakaviano/chakaviano-shtokaviano, con algunos intercambios con la simbiosis válacomontenegrina, pero ambas son más arcaicas y diferentes a la simbiosis válacoserbia del grupo ekaviano/jekavian-shtokaviano. Según indicadores etnológicos, lingüísticos e históricos, el área de origen podría haber estado entre los ríos Buna en Herzegovina y Bunë en Albania, junto con el cinturón Adriático-Dinárico (sur de Dalmacia y su interior, la bahía de Boka Kotorska, la costa de Montenegro y un parte de su interior). aparentemente abarcando el territorio de la llamada Croacia Roja, independientemente de la cuestión de si la entidad está históricamente fundada, que fue habitada en parte por croatas según fuentes bizantinas de los siglos XI y XII. Esto está respaldado por la cría de ganado alpina observada entre los bunjevci en el Podgorje del Velebit, que es un tipo de cría de ganado no dinárico en las montañas Dináricas. En un estudio sobre el hogar y las familias de los Balcanes occidentales, el historiador austríaco de antropología histórica Karl Kaser argumentó un origen católico válaco de los bunjevci que sería asimilado por la comunidad croata mientras que el válaco ortodoxo sería asimilado por la comunidad serbia.

### Disputa sobre su estatus nacional
Las disputas sobre el estatus nacional de los bunjevci se remontan a la ola de nacionalismo del siglo XIX en Austria-Hungría, pero su "estatus nacional" permaneció ambiguo desde entonces, ya que el debate revivió con la desintegración de Yugoslavia en la década de 1990. Se ha argumentado que son croatas, serbios e incluso una cuarta nación del Reino de los serbios, croatas y eslovenos entre las naciones eslavas del sur. En el período entre 1920 y 1930 y nuevamente en 1940, hubo tres tipos de manipulación para neutralizar su nacionalidad croata, enfatizando respectivamente su distinción étnica tanto de los croatas como de los serbios, la posibilidad que sean tanto croatas como serbios o que en realidad no es importante porque ambos son yugoslavos. Se dio asimismo una negación abierta de su origen étnico y pertenencia religiosa al considerar que los bunjevci y šokci son serbios de fe católica. Este argumento fue teorizado por la élite académica serbia, incluidos Aleksa Ivić, Radivoj Simonović y Jovan Erdeljanović, entre otros. Algunos autores croatas rechazan estos puntos de vista por considerarlos infundados.

## Historia

### Edad Moderna temprana e Imperio austrohúngaro
Las migraciones del norte de Dalmacia fueron motivadas por la conquista otomana en los siglos XV y XVI. Se considera que la primera migración a Primorje ocurrió en 1605 cuando alrededor de cincuenta familias de Krmpote, cerca de Zemunik, fueron establecidas en Lič, cerca de Fužine, por Danilo Frankol, capitán de Senj y con el acuerdo de Nikola y Juraj Zrinski, y con varias oleadas posteriores hasta 1647 que se instalaron en Lič, en el hinterland de Senj (Ledenice, Krmpote - Sveti Jakov, Krivi Put, Senjska Draga), y algunos en Pag e Istria. Algunos también llegaron durante la guerra de Creta (1645-1669), y después de la derrota otomana en Lika (1683-1687, Gran Guerra Turca), algunos bunjevci del litoral se trasladaron a asentamientos de esa zona, como Pazarište, Smiljan, Gospićko Polje, Široka Kula, el valle de Ričice y Hotuča.  Según la teoría común basada en documentos históricos, se dieron al menos tres grandes migraciones a Podunavlje, la primera desde principios del siglo XVII (sin frailes franciscanos), la segunda a mediados del siglo XVII durante la guerra de Creta y la tercera durante la Gran Guerra Turca (1683-1699).
En 1788 se llevó a cabo el primer censo de población austriaco, que llamó a los bunjevci ilirios y a su idioma el idioma el ilirio. Enumeró 17.043 ilirios en Subotica. En 1850, el censo austríaco los incluyó bajo la denominación dálmatas y contó 13.894 dálmatas en la ciudad. A pesar de esto, tradicionalmente se llamaban a sí mismos Bunjevci. Los censos austrohúngaros desde 1869 en adelante hasta 1910 los denominan claramente como bunjevci. Fueron referidos como bunyevácok o dalmátok en el censo de 1890. En 1880, las autoridades austrohúngaras enumeraron en Subotica un total de 26.637 bunjevci y 31.824 en 1892. En 1910, el 35,29 % de la población de la ciudad de Subotica (o 33.390 personas) estaba registrada como "otros", que eran principalmente bunjevci. En 1921, las autoridades reales yugoslavas registraron los bunjevci como hablantes de la lengua serbia o croata, la ciudad de Subotica tenía 60.699 hablantes de serbio o croata o el 66,73% de la población total de la ciudad. Al parecer, 44.999 o el 49,47% eran bunjevci. En el censo de población de 1931 de las autoridades reales yugoslavas, 43.832 o el 44,29% de la población total de Subotica eran Bunjevci.
Se estima que algunas decenas de miles de Bunjevci fueron magiarizados en el siglo XIX y a principios del XX. La identidad nacional croata fue adoptada por algunos bunjevci a finales del siglo XIX y principios del XX, especialmnte por la mayoría del clero bunjevac. En particular uno de los obispos titulares de Kalocsa, Ivan Antunović (1815-1888), era partidario de llamar croatas a los bunjevci y šokci. Antunović, junto con el periodista y etnógrafo Ambrozije Šarčević (1820-1899), dirigió el movimiento nacional bunjevci en el siglo XIX, fundando en 1880 Bunjevačka stranka ("el partido Bunjevac"), un partido político étnico, principalmente concentrado en los derechos lingüísticos, preservación y trabajo etnográfico. Cuando el gobierno húngaro denegó su solicitud de 1905 de tener patrullas policiales y servicios religiosos en croata, un grupo de 1.200 personas se convirtió a la ortodoxia.

### Yugoslavia

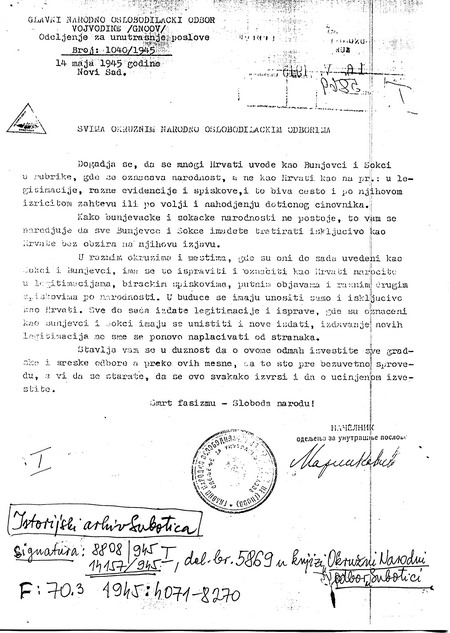
Orden de la Mesa de Liberación Popular Suprema de Voivodina del 14 de mayo de 1945, que indica que los bunjevci y šokci deben ser considerados como croatas, independientemente de su autodesignación.

Alrededor de la época de la Primera Guerra Mundial, se argumentó la idea de que los Bunjevci no solo eran un grupo distinto, sino también una cuarta y más pequeña nación yugoslava. En octubre de 1918, los bunjevci celebraron una convención nacional en Subotica y decidieron separar al Banato, Bačka y Baranja del reino de Hungría y unirse al reino de Serbia. Esto se confirmó en la Gran Asamblea Nacional de Serbios, bunjevci y otros eslavos en Novi Sad, que proclamó la unificación con el reino de Serbia en noviembre de 1918. La posterior creación del Reino de los serbios, croatas y eslovenos (rebautizado Yugoslavia en 1929) trajo a la mayoría de los bunjevci de Bačka al mismo país en el que estaban los croatas, mientras que algunos permanecieron en Hungría.
Entre las guerras mundiales, la disputa nacional incluyó la posición pro-bunjevci, pro-croata y pro-serbia. Como los bunjevci eran en su mayoría partidarios del Partido Campesino Croata, y habiéndose convertido la frontera étnica entre serbios y croatas en una línea confesional, naturalmente se sentían más cercanos a los croatas. A finales de la Segunda Guerra Mundial, el general partisano Božidar Maslarić habló en los consejos nacionales en Sombor y Subotica el 6 de noviembre de 1944 y el general Iván Rukavina en Navidad en Tavankut en nombre del Partido Comunista sobre la Croaticidad de los bunjevci. Después de 1945, en la República Federativa Socialista de Yugoslavia, el censo de 1948 no reconoció oficialmente a los bunjevci (ni a los šokci), y en su lugar fusionó sus datos con los croatas, incluso si una persona se autodeclaraba como bunjevac o šokac. Sin embargo, en las escuelas locales se utilizó la versión serbia del idioma serbocroata en escritura latina, mientras que durante la década de 1990, se usó incluso en escritura cirílica. Esta política se interpretó como un intento de asimilarlos a la cultura serbia.
Los defensores de una etnia bunjevac diferenciada consideran este momento como otro período oscuro de usurpación de su identidad y sienten que esta asimilación no ayudó a la preservación de su idioma. Los censos de 1953 y 1961 también enumeran a todos los bunjevci declarados croatas. El censo de población de 1971 incluyó a los bunjevci por separado en el censo municipal de Subotica a petición personal de la organización de bunjevci locales. Enumeró 14.892 bunjevci o el 10,15% de la población de Subotica. A pesar de esto, las autoridades provinciales y federales incluyeron a los bunjevci como croatas, junto con los šokci, considerándolos así oficialmente en todas las ocasiones. En 1981, los bunjevci realizaron una solicitud similar. El censo mostraba 8.895 bunjevci o el 5,7% de la población total de Subotica. Muchos, como en Donji Tavankut, también se declararon yugoslavos.

### Período contemporáneo

#### Serbia
Tras la desintegración de Yugoslavia en la década de 1990, la nacionalidad bunjevac fue reconocida oficialmente como un grupo minoritario en Serbia en 1990. Se les otorgó el estatus de autóctonos en 1996. En el censo de 1991 vivían 74.808 croatas y 21.434 bunjevci en Voivodina, mientras que en el distrito de Subotica había aproximadamente el mismo número de croatas y bunjevci declarados: 16.369 y 17.439. En el área administrativa de la ciudad de la región de Subotica, había 13.553 bunjevci y 14.151 en 2011. La aldea históricamente bunjevac de Donji Tavankut tenía 1.234 croatas, 787 bunjevci, 190 serbios y 137 declarados como yugoslavos. Una encuesta de 1996 realizada por el gobierno local en Subotica encontró que en la comunidad había muchas personas que se declaraban croatas y se consideraban bunjevci, pero también algunas personas que se declaran bunjevci pero se consideran parte de la nación croata en general. La misma encuesta encontró que la delimitación entre las posiciones pro-croata y pro-Bunjevac se correlacionaba con la delimitación entre las personas que apoyaban más al régimen gobernante en Serbia que no favorecía los derechos especiales de las minorías nacionales y, a la inversa, aquellos que estaban contra el gobierno de entonces y más interesados en los derechos de las minorías y las conexiones con lo que veían como su segunda patria.
A principios de 2005, la cuestión bunjevac se volvió a popularizar cuando el gobierno de Voivodina decidió permitir el uso oficial de la "lengua bunjevački con elementos de la cultura nacional" en las escuelas del siguiente año escolar: el dialecto shtokaviano con pronunciación ikaviana. Esto fue protestado por la comunidad bunjevac croata como un intento del gobierno de ampliar la brecha entre las dos comunidades bunjevci. Favorecen la integración, independientemente de que algunas personas se declaren distintas, porque los derechos de las minorías (como el derecho a utilizar una lengua minoritaria) se aplicam en función del número de miembros de la minoría. En contraposición a esto, los partidarios de la opción pro-bunjevci están acusando a los croatas de intentar asimilar a los bunjevci. En 2011, el político bunjevac Blaško Gabrić y el Consejo Nacional de Bunjevac pidieron a las autoridades serbias que iniciaran un procedimiento de responsabilidad penal jurídica contra los croatas que negaban la existencia de la etnia bunjevci, que, según ellos, es una violación de las leyes y la constitución de la república de Serbia.
Hoy en día, las dos partes principales de la comunidad (la proindependiente bunjevac y la procroata) continúan considerándose étnicamente bunjevci, aunque cada una de ellas suscribe su interpretación del término.

#### Hungría
En Hungría, los bunjevci no están oficialmente reconocidos como minoría; el gobierno simplemente los considera croatas. En abril de 2006, un grupo bunjevci comenzó a recolectar firmas para registrar a los bunjevci como un grupo minoritario distinto. En Hungría, se necesitan 1.000 firmas válidas para registrar una minoría étnica con presencia histórica. Al final del período de 60 días, la iniciativa obtuvo más de 2.000 firmas, de las cuales cerca de 1.700 fueron declarados válidos por la oficina nacional de votación y el parlamento de Budapest proouso el plazo del 9 de enero de 2007 para resolver la situación aprobando o rechazando la propuesta. Ninguna otra iniciativa de este tipo ha alcanzado ese nivel desde que se aprobó el proyecto de ley de minorías en 1992. El 18 de diciembre, la Asamblea Nacional de Hungría se negó a aceptar la iniciativa (con 334 votos en contra y 18 a favor). La decisión se basó en el estudio de la Academia de Ciencias de Hungría que negó la existencia de una minoría bunjevac independiente (afirmaron que los bunjevci son un subgrupo croata). La oposición de los líderes de las minorías croatas también influyó en el resultado de la votación y en la opinión de la Academia de Ciencias de Hungría.

## Demografía

### Serbia

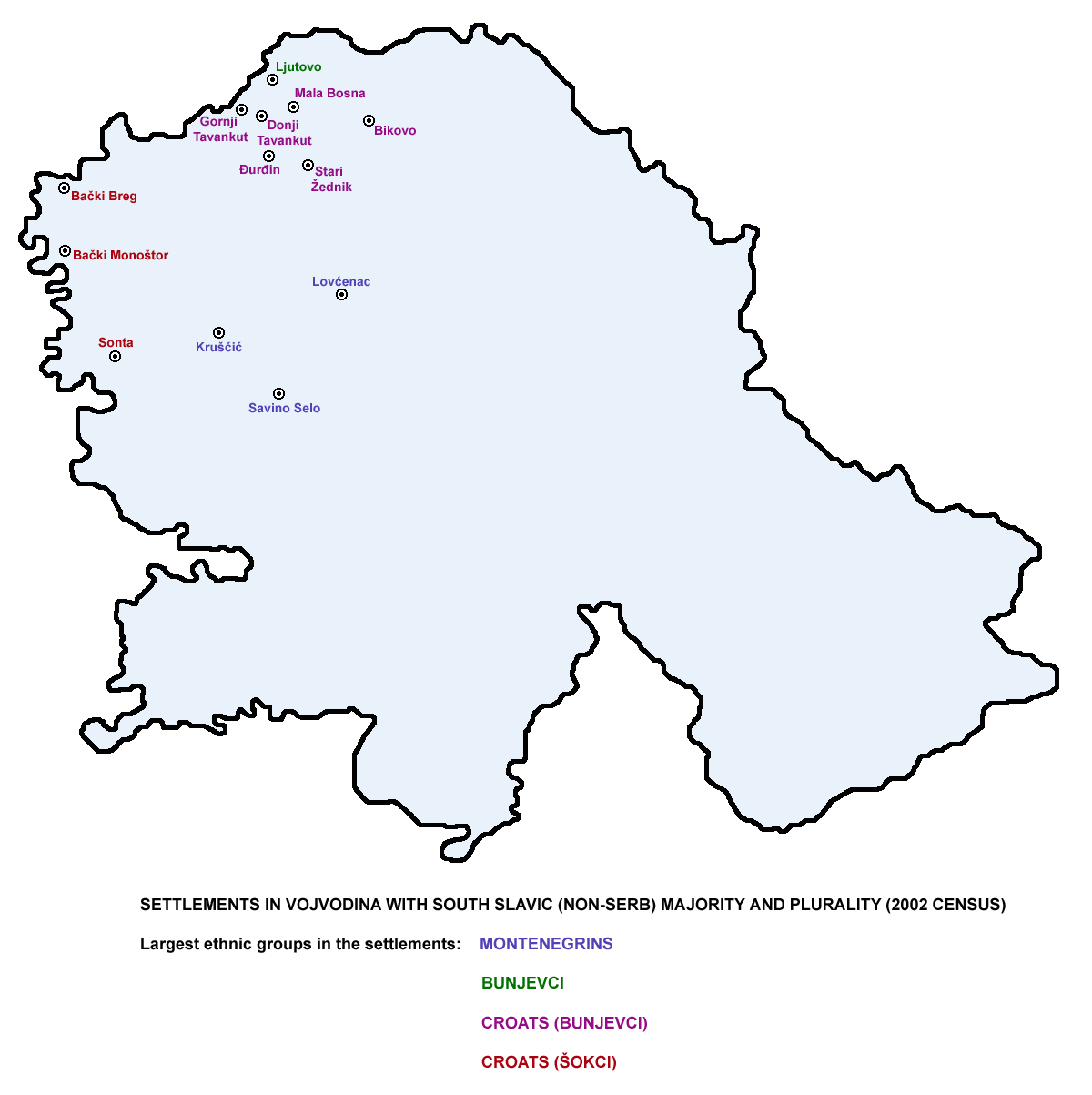
Distribución de eslavos meridionales no serbios en Voivodina.

En Serbia, los bunjevci viven en la provincia autónoma de Vojvodina, principalmente en la parte norte de la región de Bačka. Sin embargo, la comunidad se ha dividido en torno al tema de la afiliación étnica: en el censo de 2011, en términos de etnia, 16.706 habitantes de Vojvodina se autoproclamaron bunjevci y 47.033 croatas. No todos los croatas de Vojvodina tienen raíces bunjevac, el otro gran grupo es el de los šokci.
La mayor concentración de bunjevci en Serbia (9.235) se encuentra en la ciudad étnicamente mixta de Subotica, que es su centro cultural y político. Otro centro urbano importante de la población bunjevac es la ciudad de Sombor (1.629). Los pueblos con una población significativa de bunjevci están ubicados en el área administrativa de la ciudad de Subotica, y son Ljutovo, Bikovo, Gornji Tavankut, Donji Tavankut, Đurđin, Mala Bosna, Stari Žednik y Bajmok.

### Hungría
Ciudades y pueblos de Hungría con una población significativa de bunjevci (nombres de localidad en el dialecto bunjevac entre paréntesis): Baja (263 de 37.916), Gara (201 de 2.683) y Katymár (Kaćmar) (136 de 2.359).
Localidades que en el pasado estuvieron parcialmente pobladas por poblaciones importantes de bunjevci, pero que hoy tienen menos de 70 bunjevci cada una: Csávoly (Čavolj), Felsőszentiván (Gornji Sveti Ivan, Gornji Sentivan), Bácsalmás (Aljmaš), Csikéria (Čikerija), Bácsbokod (Bikić), Mátételke (Matević) y Vaskút (Baškut, Vaškut).

## Cultura

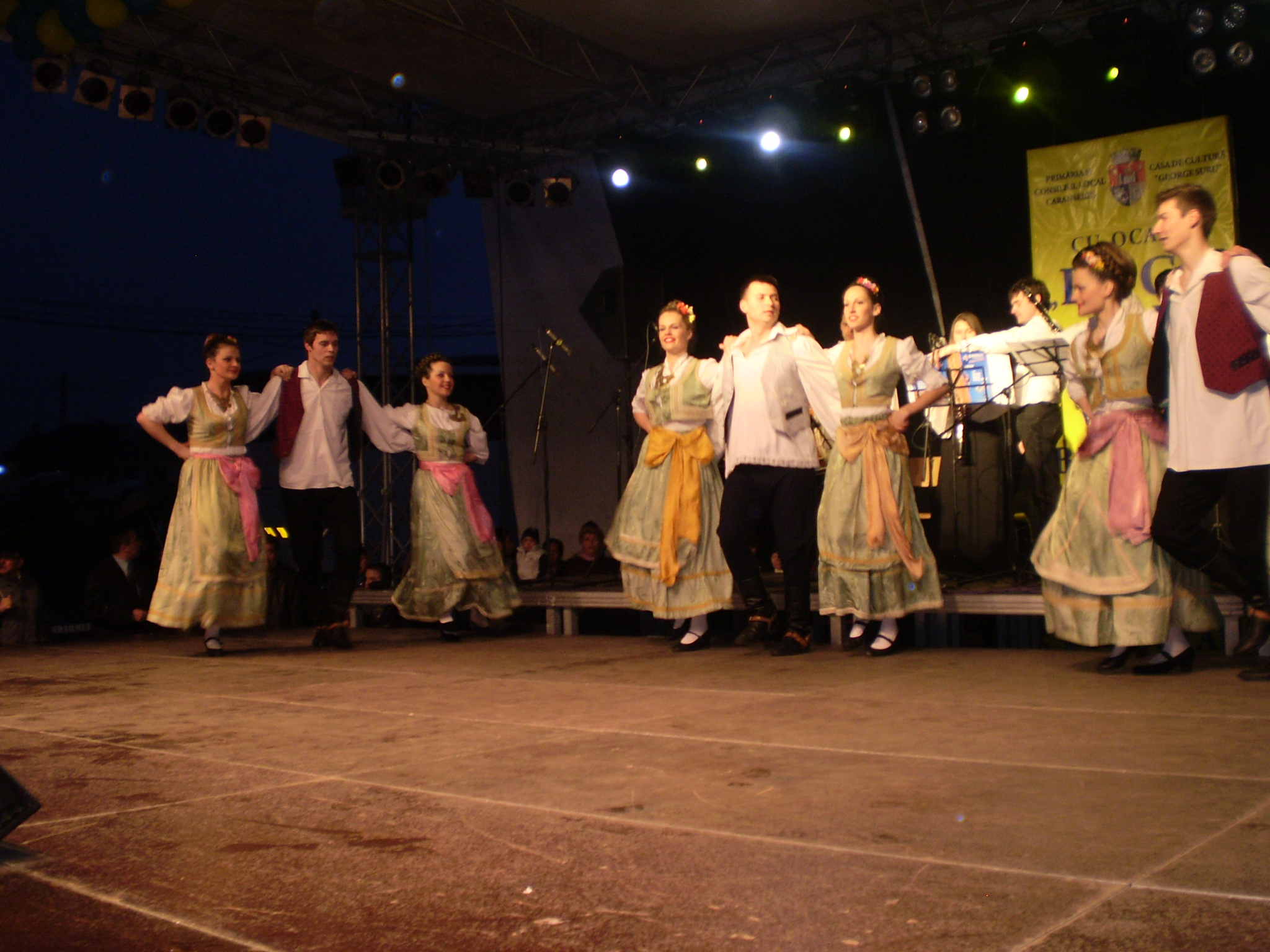
Trajes tradicionales y bailes bunjevci.

El centro cultural de los bunjevci del Danubio de Bačka es la ciudad de Subotica en Serbia, en Bács-Kiskun es Baja (los de Szeged se extinguieron como un grupo étnico distinto debido a la asimilación), mientras que en el litoral, para los bunjevci de la costa es la ciudad de Senj. Como los primeros viven en una región habitada por una población de la misma nacionalidad, están mucho más asimilados, muestran menos aprecio por la ropa tradicional y el patrimonio debido a factores externos, pero aunque en su mayoría son conscientes de su identidad, hay indiferencia por la conexión con otras ramas de los bunjevci, en Lika y el Danubio. Tradicionalmente, los bunjevci de Bačka se asocian con la tierra y la agricultura. Las granjas grandes, generalmente aisladas en el norte de Bačka llamadas salaši son una parte importante de su identidad. La mayoría de sus costumbres celebran la tierra, la cosecha, la cría de caballos, y sus fiestas más importantes (además de la Navidad y las bodas) son:
- Dužijanca: celebración del fin de la cosecha, el festival más famoso y atracción turística. Consiste en varios eventos que se llevan a cabo en lugares poblados por los bunjevci (Bajmok, Donji Tavankut, Gornji Tavankut), con la celebración central en Subotica. La Dužijanca incluye celebraciones religiosas dedicadas a la cosecha, una procesión por las calles y la interpretación del folclore y la música bunjevci.
- Krsno ime: celebración de un santo patrón de la familia.
- Kraljice: procesiones ceremoniales celebradas en Pentecostés.
- Divan: una reunión de chicos y chicas para cantar y bailar en un lugar lejos de sus padres. La costumbre ha sido prohibida por las autoridades eclesiásticas ya a mediados del siglo XIX.

Bunjevačke novine es el principal periódico en el dialecto Bunjevac dialect, publicado en Subotica.

## Personalidades
- Josif Pančić (1814-1888), botánico y académico.
- Ivan Antunović (1815-1888), escritor y obispo.
- Antun Gustav Matoš (1873-1914), escritor.
- Ivan Sarić (1876-1966), pionero de la aiación y atleta.
- Blaško Rajić (1878-1951), sacerdote y escritor.
- Mara Đorđević-Malagurski (1894-1971), escritora y etnógrafa.
- Iván Gutman (*1947), químco y matemático.
- Gaja Alaga (1924-1988), físico teórico.
- Mirko Vidaković (1924-2002), botánico y académico.
- Gyula J. Obádovics (*1927), profesor de matemáticas.
- Zvonko Bogdan (*1942), cantante de música tradicional.